# Xian de Dayu
Le xian de Dayu (大余县 ; pinyin : Dàyú Xiàn) est un district administratif de la province du Jiangxi en Chine. Il est placé sous la juridiction de la ville-préfecture de Ganzhou.

## Démographie
La population du district était de 274 211 habitants en 1999.